# انتقال إنفلونزا الطيور إلى الإنسان
أصابت فيروسات إنفلونزا أي العديد من الحيوانات المختلفة، مثل البط، الدجاج، الخنازير، الحيتان، الخيول، والفقمة. بعض الأنواع الفرعية لفيروس الإنفلونزا أي مرتبطة بصنف حيوان معين، باستثناء الطيور، التي تعتبر مضيّفة لكلّ الأنواع الفرعية المعروفة من الإنفلونزا أي. الأنواع الفرعية التي سبّبت أوبئة بين البشر في الماضي أو الحاضر هي إتش3إن2، إتش2إن2، إتش1إن1، والأنواع الفرعية إتش1إن2 إتش1إن1 وإتش3إن2 سبّبت أيضا حالات التفشّي بين الخنازير، وفيروسات إتش7إن7 وإتش3إن8 سبّبت حالات التفشّي بين الخيول.
فيروسات إنفلونزا أي التي توجد عادة في أحد الأنواع يمكن أن تعبّر حاجز النوع أحيانا وتسبّب المرض في نوع أخر. على سبيل المثال، حتى 1998م، فقط فيروسات إتش1إن1 كانت منتشرة على نحو واسع بين الخنازير في الولايات المتحدة الأمريكية. في 1998م، انتقل فيروس إتش3إن2 من البشر إلى الخنازير وسبّب مرضا واسع الانتشار. مؤخرا جدا، فيروسات إتش3إن8 الموجودة لدى الخيول عبّرت إلى الكلاب وتفشّت بشكل وبائي.
فيروسات إنفلونزا الطيور أي قد تعبر حاجز الصنف من الحيوانات إلى البشر في بواسطة طريقتين رئيستين:
- مباشرة من الطيور أو من بيئات ملوثة بفيروس الطيور إلى البشر.
- خلال مضيّف متوسّط، مثل الخنزير.

فيروسات الإنفلونزا أي لها ثمانية قطع جينية موَّرِثة منفصلة. تسمح المورّثات المنفصلة لفيروسات الإنفلونزا أي من الأنواع المختلفة بالاختلاط وإنتاج فيروس إنفلونزا أي جديد، وذلك إذا أصابت فيروسات من نوع مختلف نفس الشخص أو الحيوان. على سبيل المثال، إذا أصيب خنزير بفيروس إنفلونزا أي بشري وفيروس إنفلونزا طيري أي في نفس الوقت، يمكن للفيروسات أن تخلط قطع الجينات الوراثية (إعادة تشكيلة) وتنتج فيروس جديد بحيث تكون أغلب الجينات من الفيروس البشري، مع بعض Hemagglutinin و/ أو Neuraminidase من الفيروس الطيري. الفيروس الجديد الناتج قد يكون قادر على إصابة البشر والإنشار من شخص لأخر، لكنّه سيملك بروتين سطحي (Hemagglutinin و/ أو Neuraminidase) لم ير سابقا في فيروسات الإنفلونزا التي تصيب البشر.
هذا النوع من التغيير الرئيسي في فيروسات الإنفلونزا أي يعرف بالتغيّر الأنتيجيني. قد يؤدي التّغير الأنتيجيني إلى إنتاج نوع فرعي جديد من إنفلونزا أي بحيث لا بتوفر لدى البشر مناعة ضده. ويبدأ هذا الفيروس الجديد بالتسبَب في المرض لدى الناس ويمكنه أن ينتقل بسهولة من شخص لأخر، سيناريو وباء إنفلونزا يمكن أن يحدث.
من المحتمل حدوث عملية إعادة التشكيل الوراثية في جسم إنسان مصاب بفيروس إنفلونزا الطيور أي وسلالة بشرية من فيروس الإنفلونزا أي. المعلومات الوراثية في هذه الفيروسات يمكن أن يعاد خلطها لإنتاج فيروس جديد له Hemagglutinin من الفيروس الطيور والجينات الأخرى من الفيروس الإنساني. نظريا، خلط فيروسات إنفلونزا أي لها بروتين Hemagglutinin لا يعرفه جهاز المناعة عند البشر مع فيروس إنفلونزا بشري سوف ينتج فايرس له القدرة على الانتقال بسهولة، وبمعدل عالي على الأرجح، بين البشر. بكلمة أخرى وباء إنفلونزا. لذا، يجب إجراء فحص دقيق لفيروسات الإنفلونزا في جسم الشخص الذي تعافى من إنفلونزا الطيور لتأكد من عدم حدوث خلط وتشكيل فيروس جديد.
بالرغم من أنّه من النادر أن يصاب الإنسان بفيروس الإنفلونزا مباشرة من الحيوانات، إلا أنه يتم من فترة لأخرى التبليغ عن إصابات وحالات تفشّي لدى الإنسان سببها إنفلونزا الطيور بالتزامن مع تفشي فيروس الإنفلونزا لدى الخنازير. هذه الإصابات وحالات التفشّي، نادرا ما تكون عالية الانتشار لدى الإنسان.